# عبد الرحمن محمد الأكوع
عبد الرحمن محمد الاكوع  (و.1952 - ) سياسي وبرلماني يمني، من مواليد صنعاء. عين وزيراً لوزارة الإعلام في 13 يونيو 1995، حاصل على بكالوريوس تجارة واقتصاد من جامعة صنعاء.

## مناصب تقلدها
1. سكرتيراً خاصاً لرئيس الجمهورية.
2. وكيلاً لوزارة الإعلام لقطاع الإعلام.
3. وكيلاً لوزارة الشباب والرياضة.
4. نائباً لرئيس اللجنة الاولمبية.
5. نائباً لرئيس جمعية الكشافة والمرشدات.
6. في مايو 1990م عين نائباً لوزير الإعلام في أول حكومة تشكل في اعقاب قيام الجمهورية اليمنية.
7. انتخب عضواً في مجلس النواب اليمني في أبريل 1993م، وإبريل 1997 و إبريل 2003 عن حزب المؤتمر الشعبي العام، ممثلاً للدائرة الانتخابية رقم 8 بأمانة العاصمة.[1]
8. عين وزيراً للإعلام في حكومة عبد العزيز عبد الغني في 13 يونيو 1995م، وفي حكومة فرج بن غانم عام 1997.[3]
9. انتخب عضواً في اللجنة العامة للمؤتمر الشعبي العام في عام 1995م.
10. عضواً لهيئة رئاسة مجلس السلم والتضامن.